# Свети Георги и Свети Никола (Орах)
„Свети Великомъченик Георги и Свети Никола“, известна като Двойната църква (на македонска литературна норма: „Свети Ѓорѓи и Свети Никола“), е поствизантийска православна църква в кумановското село Орах, североизточната част на Северна Македония. Част е от Кумановско-Осоговската епархия на Македонската православна църква.
Храмът е разположен в северната част на махалата Балийци. Представлява уникална двойна църква посветена на двама светци с два отделни входа и две апсиди на изток. Двата кораба са засводени с полукръгъл свод. Църквата е от края на XVI или началото на XVII век. На северната стена са изписани сцени от страданията на Христос, а на южната – сцени от големите празници. Фреските в северния кораб са по-стари, датиращи от времето на изграждане на църквата, а в южния са от 1873 година. Църквата има висок дървен иконостас от 1893 година. Вратите на южния кораб са от втората половина на XVI век, дело на скопско-призренско ателие и са единствената запазена част от оригиналния иконостас. Изработени са от орехово дърво и са хармонично резбарско дело.